# Splish Splash/Give Me a Boy
Splish Splash/Give Me a Boy è il 12º singolo discografico di Mina, il quinto e ultimo come Baby Gate e con l'etichetta discografica Broadway, pubblicato il 1 giugno 1959.

## Storia
Ultimo con lo pseudonimo Baby Gate, poi abbandonato, ponendo fine alla dualità discografica voluta da Davide Matalon, fondatore delle etichette Italdisc e Broadway, per stabilire quale immagine artistica tra Mina e Baby Gate avesse riscosso più successo, a favore del fenomeno Mina.
Contiene due cover cantate in inglese con l'accompagnamento e l'arrangiamento de I Solitari, il cui nome è inglesizzato in The Solitaires sulle copertine del disco.
Entrambe sono presenti nelle antologie: Summertime (1991), Mina canta in inglese (1995), Internazionale (1998), Io Baby Gate (2010) e Ritratto: I singoli Vol. 1 (2010). Il brano Splish Splash, cover del canzone incisa originariamente da Bobby Darin nel 1958, è presente nell'EP ufficiale Splish Splash/Venus/The Diary/Be bop a lula (1959) È stata presentata da Mina il 29 agosto 1959 durante la 9ª puntata del programma tv Buone vacanze e inserita lo stesso anno nella colonna sonora in uno dei primissimi film musicarelli della cantante, Juke box - Urli d'amore. Il video (durata 2:14) con la registrazione dell'apparizione televisiva è contenuto nel DVD Gli anni Rai 1959-1962 Vol. 10, ultimo volume di un cofanetto monografico pubblicato da Rai Trade e GSU nel 2008. Il brano Give Me a Boy, cover di Give Me a Girl, questo il titolo della versione originale, era già stata incisa nel 1957 dai The Serenaders, proprio come il brano Dance Darling Dance del singolo precedente. La versione di Mina è presente solo in antologie, mai su titoli della discografia ufficiale.
Oltre quelle già citate per entrambe le canzoni, compare anche in Rarità del 1989.

## Copertina
Ha un'unica copertina ufficiale con il retro diverso. È stato distribuito anche con una generica copertina forata a marchio Italdisc / Broadway.

## Tracce
Edizioni musicali Southern Music di Alberto Carisch.
Lato A
1. Splish Splash – 2:03 (Bobby Darin, Jean Murray[7])

Lato B
1. Give Me a Boy (Give Me a Girl) – 2:07 (George Kerr Jr., Bernie Lowe)